# Талица (приток Волги)
Талица — река в России, протекает в Назаровском сельском поселении Рыбинского района Ярославской области, впадает в Горьковское водохранилище (ранее левый приток Волги).
Имеет исток в заболоченном лесу в 1 км к западу от урочища Летяшкино. Около 2 км течёт на юг до деревни Кузьминское. Далее отклоняется на юго-запад, между деревнями Починок (слева) и Погорелка (справа) пересекает автомобильную дорогу Рыбинск-Тутаев. Далее по правому берегу деревня Болоново. В нижнем течении река лежит в глубоком овраге. По левому берегу — часть посёлка Песочное, расположенная на левом берегу Волги. По правому на расстоянии около 0,5 км — деревня Пирогово.
Водосбор Талицы граничит с водосборами реки Смердовки и реки Карановской.